# Giuseppe Peano
Giuseppe Peano (27. srpna 1858, Spinetta, Piemont, Itálie – 20. dubna 1932, Turín) byl italský matematik, filosof a logik. Byl jedním ze zakladatelů matematické logiky a výrazně se podílel také na vzniku teorie množin. Vytvořil standardní axiomatizaci struktury přirozených čísel po něm nazvanou Peanovy axiomy. Jméno Peanova aritmetika nese na jeho počest i prvořádová aritmetická teorie z těchto axiomů odvozená. Většinu svého profesního života strávil na Turínské univerzitě.

## Latino sine flexione

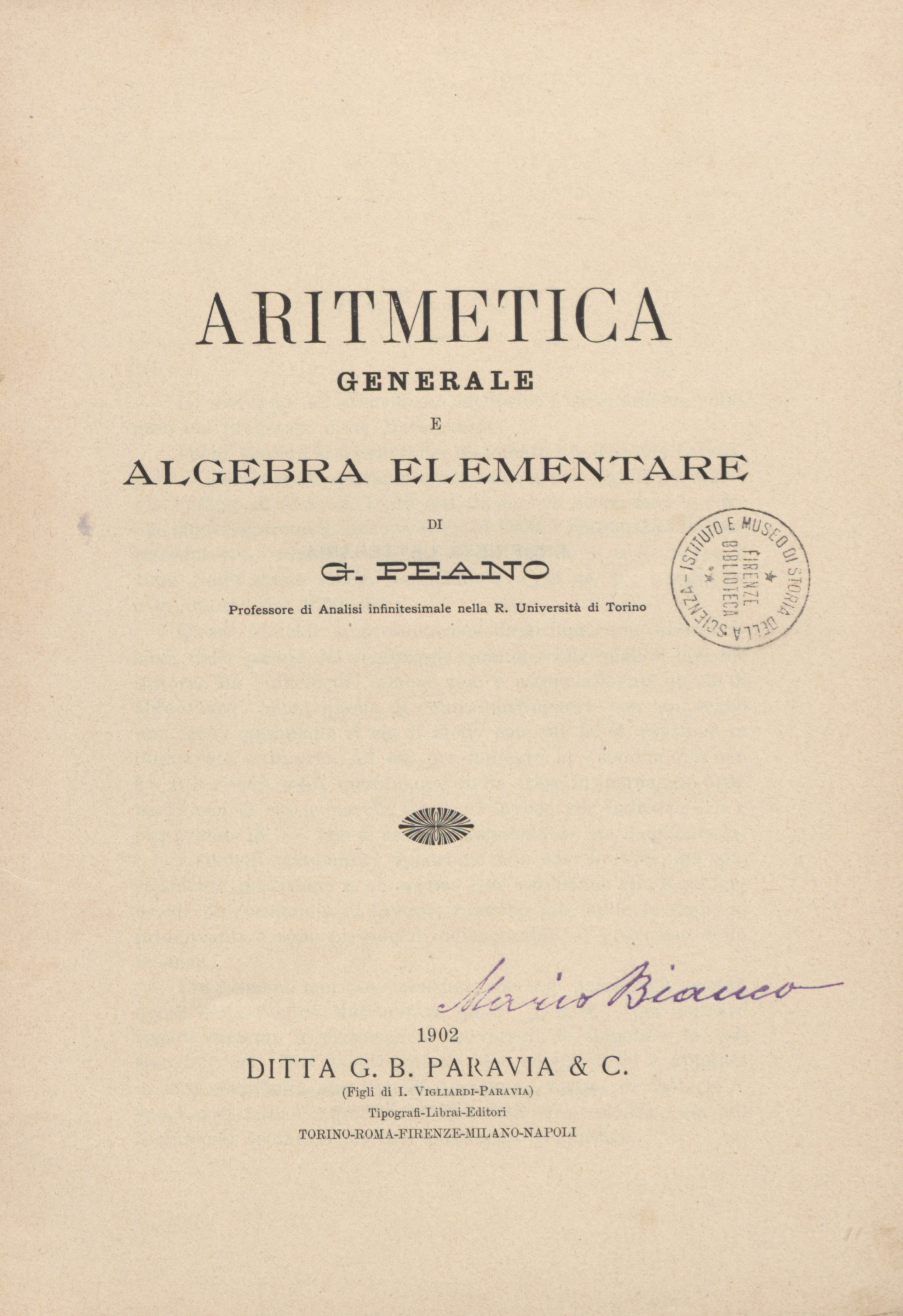
Aritmetica generale e algebra elementare, 1902

Peano krom své matematické činnosti navrhl také mezinárodní jazyk latino sine flexione (latina bez ohýbání), v podstatě latinu upravenou do formy izolačního jazyka.
Podstatná jména, zájmena i slovesa měla mít jen jeden tvar, další významy např. časů se udávaly pomocí příslovcí, výslovnost měla být sjednocena na předpokládanou výslovnost klasické latiny. Peano vycházel z návrhů Gottfrieda Wilhelma Leibnize.
Poprvé svůj jazyk publikoval v článku "De Latino Sine Flexione, Lingua Auxilare Internationale" (vyšel v Revue de Mathématiques roku 1903), který je zprvu psán klasickou latinou, ale postupně ruší gramatické koncovky a v závěru přechází do latino sine flexione.
Projekt byl později přepracován pod názvem interlingua (nezaměňovat s pozdější interlinguou z roku 1951), ale nesetkal se s příliš velkým úspěchem.